# Länderliste K
Die Länderliste K war von 1995 bis 2013 in der Anlage L zur deutschen Außenwirtschaftsverordnung enthalten. Sie wurde am 1. September 2013 mit Inkrafttreten des Gesetzes zur Modernisierung des Außenwirtschaftsrechts und der damit verbundenen Neufassung der Außenwirtschaftsverordnung abgeschafft. In ihr waren Länder aufgelistet, die von der Bundesregierung als Empfängerländer von Ausfuhrsendungen als besonders sensibel eingestuft wurden. Ausfuhren in diese Länder unterlagen der besonderen Überwachung und waren in vielen Fällen ausfuhrgenehmigungspflichtig. Ziel der Überwachung war es, die Proliferation von Mitteln zur Herstellung von Massenvernichtungswaffen, Mitteln zur internen Repression (Foltergeräte) und konventionellen Rüstungsgütern in diese Länder zu verhindern. Seit ihrer Einführung zum Jahresbeginn 1995 anstelle der früheren H-Liste war die Liste kontinuierlich verkürzt worden, als vorletztes Land wurde 2011 Syrien gestrichen. Parallel entstanden neue Ausfuhrkontrollinstrumente ähnlichen Inhalts auf europäischer Ebene, insbesondere die Dual-Use-Verordnung (EG) von 2009.
Die Länderliste K umfasste zum Zeitpunkt ihrer Abschaffung nur noch:
- Kuba

Ehemalige Mitglieder:

Bis zur 92. Verordnung zur Änderung der Außenwirtschaftsverordnung vom 9. Mai 2011.
- Syrien

Bis zur 80. Verordnung zur Änderung der Außenwirtschaftsverordnung vom 16. August 2007.
- Iran
- Mosambik

Bis zur 77. Verordnung zur Änderung der Außenwirtschaftsverordnung vom 21. Dezember 2006.
- Libanon
- Nordkorea